# ديغبي التنين
ديجبي دراجون هو مسلسل رسوم متحركة بريطاني ساحر، صُمم خصيصًا للأطفال في مرحلة ما قبل المدرسة، من إبداع المنتجة سالي هانتر. انطلق عرضه الأول في الرابع من يوليو عام 2016، واستمر في مرافقة الصغار حتى التاسع والعشرين من يوليو عام 2019.وقد تولت شركة بلو زو للإنتاج تنفيذ هذا العمل في المملكة المتحدة، ليُعرض على قناة نيك جونيور.

## القصة
ديجبي تنين ودود ينبض بالحياة، يقيم في ربوع أبلكروس وود السحرية، حيث يحيط به عالم من الأصدقاء الأوفياء. بعضهم ينتمي إلى مخلوقات الغابة المألوفة في الطبيعة، والبعض الآخر من عوالم الأساطير، كالعفاريت السحرية التي تضفي على المكان سحرًا وبهجة.

## طاقم صوتي
جَسَّد كلارك ديفلين شخصية ديجبي دراجون، التنين الصغير ذو اللون الأخضر الزاهـي، والذي لا يزال في سنواته الأولى، لم تشتد أجنحته بعد ليحلق في السماء.
قامت أينسلي هوارد بأداء صوت فيزي إيزي، الجنية الوردية ذات الروح المرحة والبريئة، ورغم طيبتها التي قد تبدو ساذجة أحيانًا، إلا أنها محبوبة من الجميع وتُعد الصديقة الأقرب لقلب ديجبي.
قدّم راسموس هارديكر أداء شخصية تشيكي تشيبس، السنجاب الأحمر النشيط، المعروف بهوسه الطريف بجمع المكسرات، والذي يضفي على المغامرات نكهة مرحة لا تُنسى.
جسّد داستن ديمري بيرنز شخصية العفريت الغاضب، المخترع والمُهندس المحلي المشاكس، الذي يعيش وسط فوضى اختراعاته الغريبة. يرافقه دائمًا ثلاث حلزونات أليفة، ويعتز بقطاره الخاص الذي أطلق عليه اسم سكوتي، والذي يُعد أحد مفاتيح مغامراته الطريفة.
تؤدي لوسي مونتجومري صوت شخصيتين مميزتين في عالم ديغبي التنين؛ جريزيل، القزم الأزرق الصغير سيئ المزاج الذي يجد متعته في إثارة الفوضى، و أرتشي، الفأرة الرمادية الصغيرة التي تعمل بجد كفتاة التوصيل المحلية، ولا تفارقها روح النشاط والحيوية.
يتولى مارك هيب أداء صوت مونجو، البومة طيبة القلب التي تتسم بالتشتّت والارتباك، وتعمل كمساعدة لجريزيل، رغم أنها كثيرًا ما تقع في المواقف الطريفة بسبب خفّة فهمها وسلوكها العفوي.
يُضفي كلايف راسل صوته على شخصية ألبرت، الغرير العجوز ذو القلب الدافئ والحكمة الهادئة، والذي يدير متجر البقالة في أبلكروس، ويُعد من الشخصيات المحبوبة في القرية بفضل لطفه وحنكته.
المَدْلَز مخلوق طيني غامض يسكن أعماق مستنقع أبلكروس، يختبئ بين الطين والماء، ويضفي على الغابة لمسة من الغموض والمفاجآت.
الفطر ثلاث فطريات صغيرة نابضة بالحياة، لكلٍ منها وجهٌ مميز، تقفز بين أعشاب الغابة بخفة ومرح، وكأنها جزء من لحن سحري يعزف في قلب الطبيعة.